# Tanemura Shōtō Tsunehisa
Tsunehisa Tanemura (Matsubushi, Japón, 28 de agosto de 1947) es un maestro de las artes marciales.

## Su nacimiento y principio del entrenamiento
Nacido en la prefectura de Saitama, Japón; aunque se le llamó Tsunehisa al nacer, cambiaría más tarde su nombre por el de “Shoto”, que significa “ley de la espada”.
Su padre, Sadatsune Tanemura, fue el décimo séptimo líder de una familia de linaje samurái, con raíces que se extienden hasta los emperadores Uda y Seiwa, teniendo lazos de sangre con el famoso daimyo de la familia Sasaki y el clan Takeda. Sadatsune además de ser experto en kenjutsu (el arte de la espada) y jukenjutsu (el arte de la bayoneta) era experto en varias escuelas de jujutsu (sistema Shizen Ryu) y ninjutsu (sistema Takeda ).
Siendo un padre muy tradicional, Sadatsune introdujo a su hijo en el mundo de las artes marciales a temprana edad. El joven Tanemura comenzó su aprendizaje a los 9 años de la mano de su padre y el tío de éste, Kanunosuke Yamazaki, quién era un octavo dan en Onoha Itto Ryu así que practicaba casi todos los días técnicas sin armas y con espada. 
El entrenamiento era siempre muy serio y se realizaba en el exterior con los alumnos descalzos sin importar las condiciones meteorológicas. A menudo era golpeado y dejado inconsciente, momento en el que era reanimado con un cubo de agua fría. Una vez despierto, debía continuar entrenando inmediatamente.
A los quince años comenzó a estudiar Shindo Muso Ryu Kenpo del renombrado Maestro Seishiro Saito. Fue durante estos días de la escuela secundaria cuando su búsqueda por las verdaderas artes marciales comenzó a tomar forma y florecer. Tuvo la enorme fortuna de ser iniciado en la famosa Asayama Ichiden Ryu taijutsu junto con Takagi Yoshin Ryu jujutsu, Gikan Ryu koppojutsu así como en otras antiguas escuelas de bujutsu (artes marciales tradicionales japonesas). Su entrenamiento era tan concentrado que recibió su primer menkyo kaiden (licencia completa de una escuela) en Shinden fudo Ryu y Kukishin Ryu a los 20 años de edad.
Durante sus días en la universidad, el Gran Maestro Tanemura fue presentado al Dr. Sato Kinbei. Aunque Sato Sensei enseñó artes marciales a muchas personas muy pocos sabían (incluido Tanemura Sensei al principio) del entrenamiento del Dr. Sato con Takamatsu Sensei. Años más tarde, una vez finalizado su periodo de entrenamiento con su maestro Masaaki Hatsumi, se reencontró con el Dr Sato Kinbei. Así le fue dado especial kuden (enseñanza oral secreta) y en el invierno de 1989, el Dr. Sato Kinbei le nombraba siguiente Sôke (Gran Maestro) de ciertas líneas de Takagi Yoshin Ryu, Bokuden Ryu, Gikan Ryu, Kukishin Ryu, etc.

## Su entrenamiento y desarrollo
Además de sus clases en el dōjō, el Gran Maestro entrenaba en cada momento que tenía libre para así perfeccionar sus técnicas y su habilidad. Sus maestros de bujutsu eran todos muy estrictos y guardaban celosamente los secretos escondidos en el kata (conjunto de técnicas reunidas en una forma). Cada movimiento era mostrado solo un par de veces, esperándose de los alumnos que descubrieran con su experiencia la dinámica especial del cuerpo que permitía al waza (técnica) funcionar en una situación real.
Para dominar realmente estas técnicas, Tanemura Sensei ejercitaba cada técnica varios miles de veces. Finalmente descubría muchos puntos kuden y hacía que cada técnica fuera una parte natural de su movimiento. Viviendo cerca de los bosques, campos de arroz y orillas de los ríos utilizaba estos lugares como dōjō y usaba objetos naturales tales como árboles, piedras y animales como compañeros de entrenamiento.
Los árboles y piedras eran usados para desarrollar los golpes de puño y las patadas y servían para fortalecer las manos y pies. Golpeaba un árbol hasta que sus nudillos sangraban y sus dedos estaban adormecidos. 
En las noches claras, el Gran Maestro practicaba con el Yari (lanza) y el Rokushaku Bo (bastón con una medida de 6 pies) en un campo de arroz con los grillos y los mantis religiosa. Así arremetía con el yari al centro de la luna con para mejorar su puntería, y perforaba apenas visible las hojas cuando eran movidas por el viento.
Con los animales (casi siempre perros), era fácil hacerles atacar. Cuando saltaban para morderle, usaba taisabaki (movimientos corporales de evasión) repetidamente, hasta que el animal sencillamente terminaba por rendirse.

## Su educación y su misión
Tanemura Sensei se especializó y graduó en leyes por la Universidad de Hosei pero en lugar de convertirse en abogado quiso una carrera que le permitiera estar fuera en las calles utilizando así sus conocimientos Ninpo y Jujutsu para proteger a otros. Cuando el Gran Maestro estaba decidiendo qué hacer con su vida se vio envuelto en un terrible accidente, un camión aplastó su poco sólido coche.
Las heridas que sufrió Tanemura Sensei parecían tan malas (éstas incluían grandes pedazos de cristal en la cara) que alguien por error informó que había muerto. En el hospital, viéndose forzado a considerar que su breve vida podía terminar muy pronto, Tanemura Sensei se encomendó al cielo pidiendo ayuda y prometiendo que si salía de aquella experiencia cambiaría algunas cosas egoístas de sí mismo y dedicando el resto de su vida a proteger a otros y enseñándoles a protegerse ellos mismos.
A sus 22 años, se unió al Departamento de la Policía Metropolitana de Tokyo.
Desde tráfico hasta detective, su trabajo como agente le permitió utilizar y probar todo lo que había aprendido en el dōjō. Su habilidad fue requerida en muchas ocasiones no fallándole ni una sola vez. Al observar su talento, sus superiores permitieron a Tanemura Sensei enseñar ninpo y jujutsu a los agentes de policía en un club especial de artes marciales, convirtiéndose, más tarde, en profesor oficial de la academia de policía.
Después de 15 años de servicio, sintió en su corazón la necesidad de preservar las verdaderas artes marciales, no solo en Japón, sino por todo el mundo, así que abandonó su trabajó como teniente para llevar a cabo su misión.
Pronto, después de dejar el departamento de policía, fundó su Genbukan Ninpo Bugei Dojo y organizó la federación internacional. 
El 28 de noviembre de 1984, el Gran Maestro Shoto Tanemura comenzaba con solo un puñado de alumnos en su dojo de Matsubushi. Ahora sus instructores cinturón negro enseñan en a miles de dedicados artistas marciales en más de 25 países así como el mismo Gran Maestro, quien enseña personalmente en los seminarios a los que acude por todo el mundo.